# Scott Keith
Pas d'image ? Cliquez ici

a Compétitions nationales et continentales officielles uniquement.

b Matchs officiels uniquement.
Dernière mise à jour le 29 septembre 2017.
Scott Keith, né le 20 août 1967 à Otahuhu en Nouvelle-Zélande, est un joueur néo-zélandais de rugby à XV évoluant au poste de troisième ligne. Il est international croate.

## Carrière
Après avoir joué en Nouvelle-Zélande à Wellington, Scott Keith rejoint Pau en 1995, où il remporte le Challenge Yves-du-Manoir en 1997. Il signe en 1998 au Stade français, tout juste sacré champion de France, puis à Biarritz une saison plus tard, où il remporte le Challenge Yves-du-Manoir en 2000 et le championnat en 2002. 
Après la fin de sa carrière professionnelle en 2002, il dispute une saison à Saint-Jean-de-Luz en Fédérale 1 puis devient entraîneur-joueur de Unió Esportiva Santboiana.
Il est sélectionné pour l’équipe des Barbarians le 15 octobre 1997 pour un match contre Lansdowne. Il joue également pour l’équipe nationale de Croatie, en compagnie notamment d’un autre joueur d’origine néo-zélandaise, Frano Botica.

## Palmarès
- Championnat de France de première division :
  - Champion (1) : 2002 avec le Biarritz olympique

- Challenge Yves du Manoir : 
  - Vainqueur (2) : 1997 avec Pau et 2000 avec Biarritz
  - Finaliste (1) : 1996 avec Pau